# Андріївська церква (Стольне)
Андріївська церква в селі Стольному споруджена 1782 р. в стилі класицизму на замовлення графа Безбородька Олександра Андрійовича над могилою його батька.

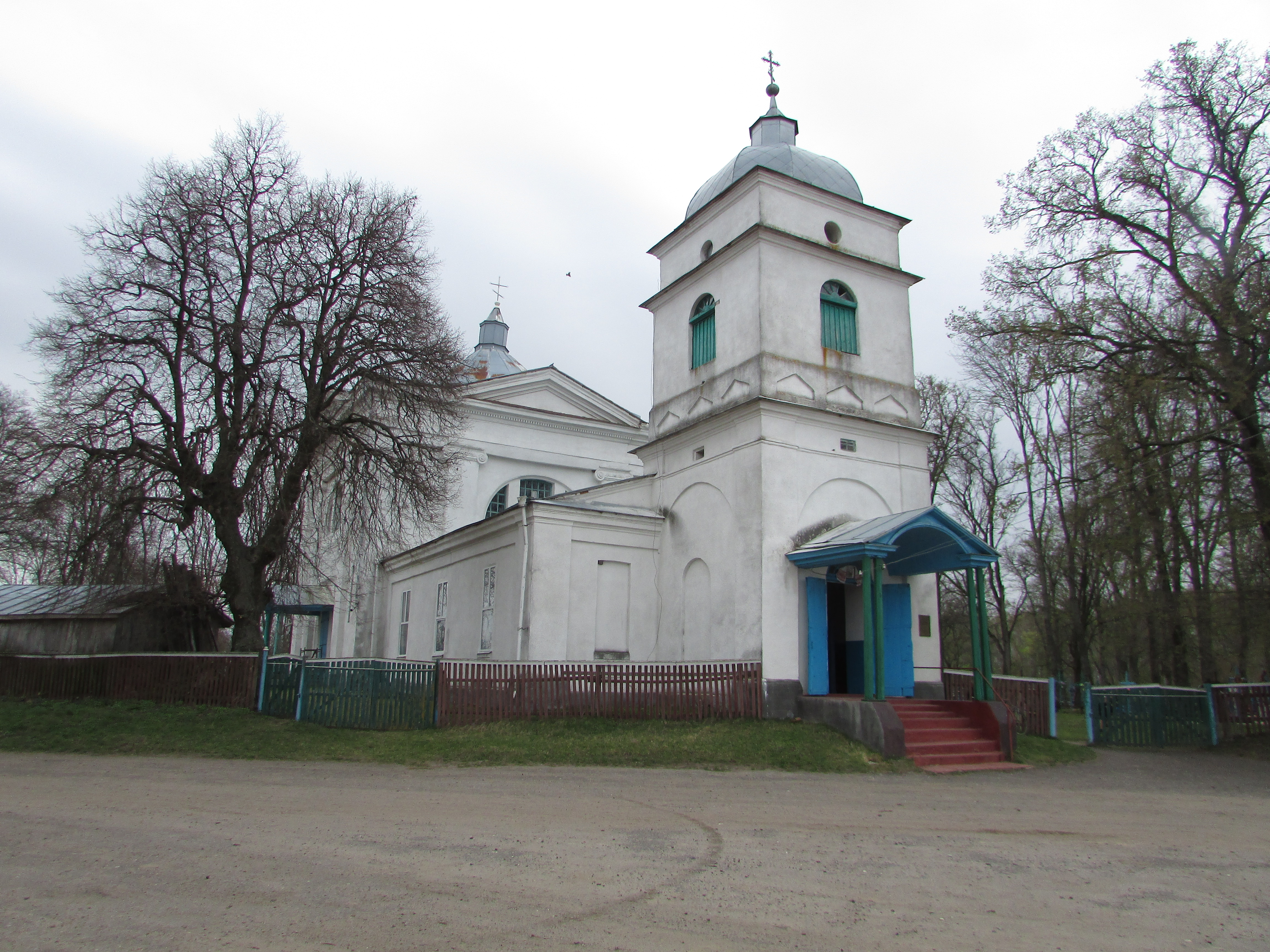
В 1782 р. була споруджена Андріївська церква. Вона збудована в стилі класицизму над могилою батька О. А. Безбородька, колишнього Генерального писаря Андрія Безбородька. Мурована, квадратна у плані, однобанна, одноапсидна, з'єднана переходом з двох'ярусною дзвіницею. Збереглась до наших днів, відреставрована.

## Історична довідка
Стольне було засноване ще в домонгольські часи і ймовірно належало княжому столу (звідси і назва). Воно було знищене ордами Батия. Але за часів Литовського князівства відродилося. У 1503р. Стольне перейшло до Росії, після Діулівського перемір’я — до Польщі. 
Із 1660 року Стольне належало Ніжинському Ветхоріздв’яному Георгіївському монастирю. В першій половині XVIII століття цей монастир закрили, а землі його перейшли у казенну власність.
У 1740 році, коли Стольне вже було містечком, цариця Анна Іоанівна подарувала його генеральному судді Малоросійської військової канцелярії Андрію Безбородьку. Його син, канцлер Російської імперії Олександр Безбородько збудував у Стольному гарний класицистичний палацово-парковий комплекс. Імовірно у проектуванні комплексу брав участь видатний архітектор Джакомо Кваренгі. Садиба була побудована для графа О.А. Безбородько. 
У 1782 році Олександр Безбородько збудував велику Андріївську церкву — усипальню над могилою батька. Вона розташована на кладовищі й виглядає дійсно як дуже великий цвинтарний склеп. Будівля хоч і зведена в стилі класицизму, але дуже оригінальна й не схожа на більшість українських церков кінця XVIII століття. Вона квадратна, дуже масивна, має одну баню. Вже в ХІХ столітті до неї прибудували дзвіницю та з’єднали переходом із церквою.

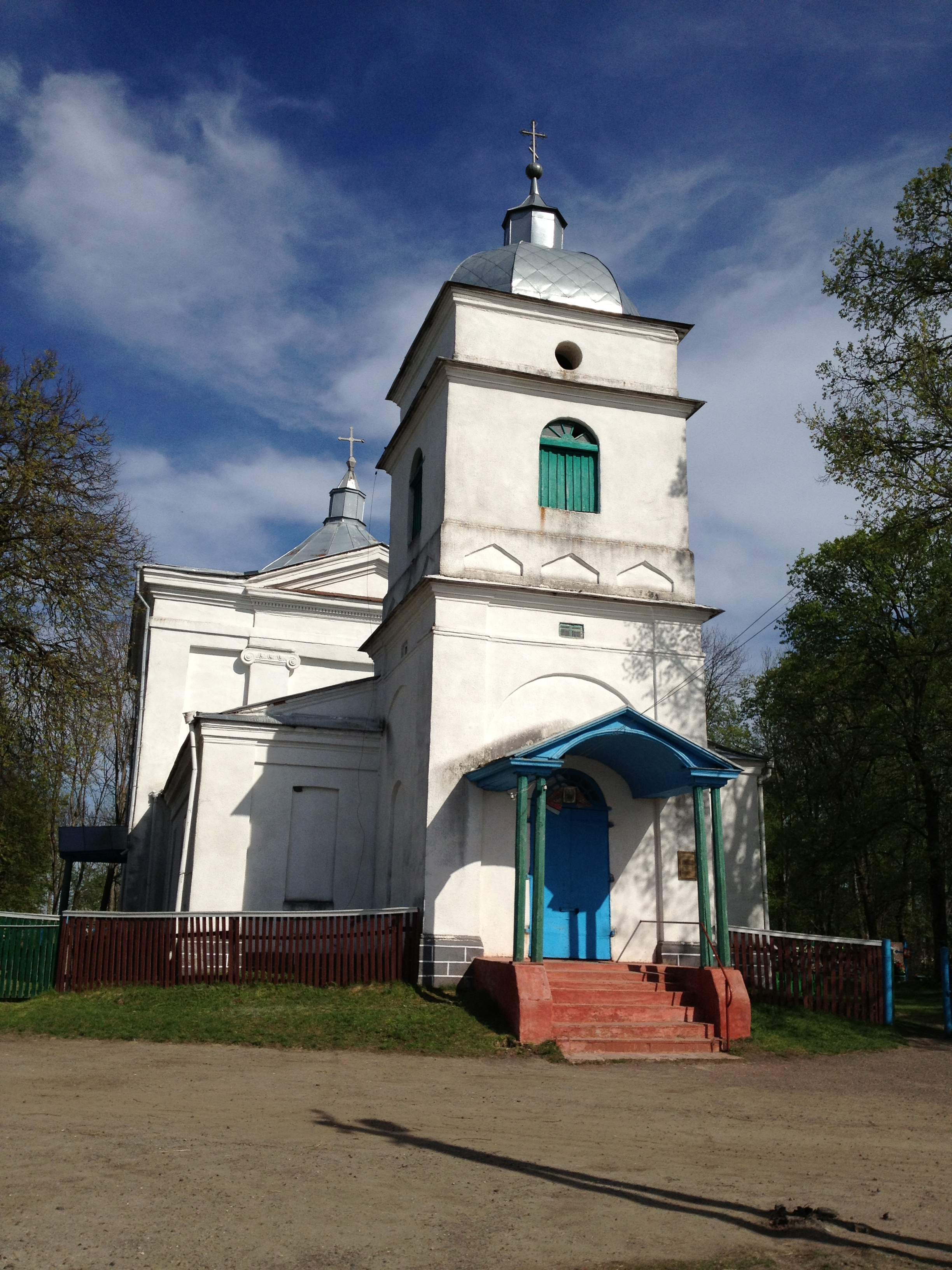
Андрiївська церква (мур.) с. Стольне